# PQ14船団
PQ14船団は第二次世界大戦中にソ連援助のため送られた船団。
1942年4月8日にアイスランドのレイキャビクを出発しムルマンスクへ向かった。船団は25隻の船で構成されていた。
護衛は掃海艇「ヒービ (Hebe)」、「スピーディ (Speedy)」とトロール船「チルターン (Chiltern)」、「ノーザン・ウェーブ (Northern Wave)」、「ハント・ウィルトン (Hunt Wilton)」で、4月11日に軽巡洋艦「エディンバラ」、駆逐艦「ブルドッグ」、「ビーグル」、「ビヴァリー」、「フォレスター」、「フォアサイト」、「アマゾン」、コルベット「カンパニュラ (Campanula)」、「オクスリップ (Oxlip)」、「サクサフリッジ (Saxifrage)」、「スノーフレーク (Snowflake)」、トロール船「ロード・オースチン (Lord Austin)」、「ロード・ミドルトン (Lord Middleton)」が、4月17日にソ連駆逐艦「グレミャーシチイ (Gremiashchii)」と「ソクルシーテリヌイ (Sokrushitelnyi)」が、4月18日に掃海艇「ナイジャー (Niger)」、「ハリアー (Harrier)」、「フザール (Hussar)」、「ガサマー (Gossamer)」が加わった。
17隻の船が途中で引き返した。また掃海艇「ヒービ」と「スピーディ」も氷による損傷のため引返した。残りの船団は4月15日にドイツ軍機に発見された。ドイツ軍機による攻撃が開始され、翌日には潜水艦も攻撃に加わった。16日イギリス船「エンパイア・ハワード (Empire Howard)」が独潜水艦「U403」の雷撃を受けて2本ないし3本の魚雷が命中し沈没した。19日ムルマンスクに到着。
ドイツ海軍の駆逐艦「ヘルマン・シェーマン」、「Z24」、「Z25」がキルケネスから出撃したが、PQ14船団も同時に運航されていたQP10船団も発見することが出来なかった。